# Ernesto Jiménez Sánchez
Ernesto Jiménez Sánchez (Albacete, 13 de setembre de 1859 - † Madrid, 1928) va ser un magistrat i polític espanyol

## Trajectòria
A començament de la dècada de 1920 era magistrat del Tribunal Suprem d'Espanya, i cap al 21 de desembre de 1923 fou ascendit a subsecretari del Ministeri de Justícia d'Espanya amb rang de ministre pel directori militar de Primo de Rivera. Va ocupar el càrrec fins al 22 de gener de 1924, quan fou nomenat el també magistrat Francisco García-Goyena y Alzugaray.
El 12 de setembre de 1927 fou nomenat membre de l'Assemblea Nacional Consultiva com a "representant amb dret propi". El 17 de gener de 1928 el President de l'Assemblea, José María Yanguas y Messía, en va informar de la seva defunció.